# ᴜ
Cette page contient des caractères spéciaux ou non latins. S’ils s’affichent mal (▯, ?, etc.), consultez la page d’aide Unicode.
ᴜ, appelé petite capitale U, est une lettre additionnelle de l’écriture latine qui est utilisée dans l’alphabet phonétique ouralien et a été utilisé dans l’alphabet phonétique international avant d’être remplacé par l’upsilon ‹ ʊ ›.

## Utilisations
Dans l’alphabet phonétique ouralien, ‹ ᴜ › représente une voyelle fermée postérieure arrondie dévoisée, le u minuscule ‹ u › représentant une voyelle fermée postérieure arrondie et la petite capitale indiquant le dévoisement de celle-ci,,.
La petite capital U ‹ ᴜ › est accepté comme symbole dans l’alphabet phonétique international en 1898 pour représenter une voyelle fermée postérieure arrondie moins tendue, en même temps que les symboles petite capitale I ‹ ɪ › et petite capitale Y ‹ ʏ › pour représenter une voyelle fermée antérieure non arrondie moins tendue et une voyelle fermée antérieure arrondie moins tendue,.
Il est au départ interchangeable avec l’upsilon latin ‹ ʊ ›, formé d’une petite capitale oméga culbuté ressemblant à la petite capitale U, qui le remplace graduellement dans le Maître phonétique et en particulier dans le tableau des symboles de l’alphabet phonétique international.
Dans l’alphabet phonétique américaniste, la petite capitale U ‹ ᴜ › représente parfois une voyelle pré-fermée postérieure arrondie.

## Représentations informatiques
La petite capitale U peut être représentée avec les caractères Unicode (Extensions phonétiques) suivants :
| formes    | représentations | chaînes de caractères | points de code | descriptions                              |
| --------- | --------------- | --------------------- | -------------- | ----------------------------------------- |
| minuscule | u               | ᴜ                     | U+1D1C         | lettre minuscule latine petite capitale u |